# Abbaye d'Evesham
 (octobre 2024).
L'abbaye d'Evesham était une abbaye bénédictine située à Evesham dans le Worcestershire

## Histoire
Elle est fondée au début du VIIIe siècle par Ecgwine à l'endroit où un porcher nommé Eof affirme avoir eu une vision de la Vierge Marie. Au moment de la conquête normande, son abbé Æthelwig est l'un des rares Anglais à gagner la confiance du nouveau roi Guillaume.
En 1265, les restes de Simon de Montfort sont inhumés sous l'autel de l'abbaye. Un mémorial a été érigé à cet emplacement en 1965.
À la suite de la dissolution des monastères, l'abbaye d'Evesham est détruite en 1540. Il n'en subsiste plus que le clocher (édifié entre 1529 et 1539) et une partie de la salle capitulaire (du XIIIe siècle).

## Liste des abbés d'Evesham
- fl. 692-717 : Ecgwine

La succession des abbés entre Ecgwine et la réforme bénédictine n'est connue que par le Chronicon Abbatiae de Evesham de Thomas de Marlborough (en), qui donne les dix-huit noms suivants, sans dates : Æthelwold, Aldbore, Aldbeorth, Aldfrith, Tilhberht, Cuthwulf, Aldmund, Credan, Thingfrith, Aldbald, Ecgberht, Ælfrith, Wulfweard, Cynelm, Cynath Ier, Ebba, Cynath II et Edwine.
- 970-975 : Osweard, déposé
- 995 x 997 : Ælfric
- 997 x 1002 : Ælfgar
- 10??-10?? : Brihtmær
- 10??-1013 : Æthelwine
- 1014-1044 : Ælfweard
- 1044-1058 : Mannig (ou Wulfmær), démissionne
- 1058-1077 : Æthelwig
- 1077-1104 : Gautier de Cerisy (en)
- 11??-1130 : Maurice
- 1130-1149 : Reginald Foliot
- 1149-1159 : William de Andeville
- 1159-1160 : Roger
- 1161-1189 : Adam de Senlis (en)
- 1190-1213 : Roger Norreis
- 1214-1229 : Randulf (en)
- 1230-1236 : Thomas de Marlborough (en)
- 1236-1242 : Richard le Gras (en)
- 1243-1255 : Thomas de Gloucester
- 1256-1263 : Henry de Worcester
- 1263-1266 : William de Malborough
- 1266-1282 : William de Whitechurch
- 1282-1316 : John de Brockhampton
- 1316-1344 : William de Chiriton
- 1345-1367 : William du Boys
- 1367-1379 : John d'Ombersley
- 1379-1418 : Roger Zatton
- 1418-1435 : Richard Bromsgrove (en)
- 1435-1460 : John Wykewan
- 1460-1467 : Richard Pembroke
- 1467-1477 : Richard Hawkesbury
- 1477-1483 : William Upton
- 1483-1491 : John Norton
- 1491-1514 : Thomas Newbold
- 1514-1539 : Clement Litchfield
- 1539-1540 : Philip Hawford (ou Ballard)